# Símbolos y fórmulas químicas
Los símbolos y fórmulas químicas se utilizan en el ámbito de la química para identificar a los elementos y compuestos químicos, sus estados de agregación y la proporción de elementos que forman los diversos compuestos o moléculas.

## Símbolo químico
Los símbolos químicos son los signos abreviados que se utilizan para identificar los elementos y compuestos químicos en lugar de sus nombres completos. Algunos elementos frecuentes con sus símbolos son: carbono, C; oxígeno, O; nitrógeno, N; hidrógeno, H; cloro,Cl; azufre, S; magnesio, Mg; aluminio, Al; cobre, Cu; argón, Ar; oro, Au; hierro, Fe; plata, Ag; platino, Pt. Fueron propuestos en 1814 por Berzelius en reemplazo de los símbolos alquímicos y los utilizados por Dalton en 1808 para explicar su teoría atómica.
La mayoría de los símbolos químicos se derivan de las letras griegas del nombre del elemento, principalmente en latín, pero a veces en inglés, alemán, francés o ruso. La primera letra del símbolo se escribe con mayúscula, y la segunda (si la hay) con minúscula. Los símbolos de algunos elementos conocidos desde la antigüedad, proceden normalmente de sus nombres en latín. Por ejemplo, Cu de cuprum (cobre), Ag de argentum (plata), Au de aurum (oro) y Fe de ferrum (hierro). Este conjunto de símbolos que denomina a los elementos químicos es universal.
Los símbolos de los elementos pueden ser utilizados como abreviaciones para nombrar al elemento, pero también se utilizan en fórmulas y ecuaciones para indicar una cantidad relativa fija del mismo. El símbolo suele representar un átomo del elemento en una molécula u otra especie química. Sin embargo, los átomos tienen unas masas fijas, denominadas masas atómicas relativas, por lo que también representa un mol.

## Fórmula química

Diferentes fórmulas del peróxido de hidrógeno: empírica,molecular y semidesarrollada.

La fórmula química es la representación de los elementos que forman un compuesto y la proporción en que se encuentran, o del número de átomos que forman una molécula. También puede darnos información adicional como la manera en que se unen dichos átomos mediante enlaces químicos e incluso su distribución en el espacio. Para nombrarlas, se emplean las reglas de la nomenclatura química . Existen varios tipos de fórmulas químicas:
Ejemplo: La fórmula general de los silanos es SinHm, y la fórmula del agua es H2O.
A veces, los miembros de una familia química se diferencian entre sí por una unidad constante, generalmente un átomo de carbono adicional en una cadena carbonada.
Un detalle fundamental para la nomenclatura y la formulación en química, ya sea orgánica o inorgánica es la capacidad de escribir en un lenguaje común, independiente del lugar o el idioma. En este sentido la nomenclatura química creada por Lavoisier y sus sucesores toma estas ideas de estandarización de la nomenclatura biológica linneana. Por lo anterior, las sustancias puras simples o elementos han recibido una serie de nombres que pueden ser abreviados en lo que denominamos el símbolo químico. A diferencia de los nombres que pueden cambiar en diferentes países, los símbolos son estandarizados independientemente al idioma, siendo en últimas el verdadero lenguaje químico. Escribir los nombres de los elementos no es muy complejo, pero del mismo modo que son pocas reglas, su aplicación es sumamente estricta modelo de enlaces y componentes: